# Andy Mientus
Andy Mientus es un actor estadounidense nacido el 10 de noviembre de 1986 en Pittsburgh, Pensilvania. Es conocido por interpretar a Kyle Bishop en Smash y a Hartley Rathaway en The Flash.

## Biografía
Asistió a la Universidad de Míchigan.
Mientus es bisexual y está comprometido con el también actor de Broadway Michael Arden.

### Carrera
Su primer papel importante fue en Spring Awakening, donde interpretó a Hanschen. Consiguió dicho papel, en parte, porque empezó una página para fanes en Facebook. También ha aparecido en producciones off-Broadway como Carrie: El musical.
En 2013, Mientus se unió al elenco de Smash.
En 2014 participó en Los miserables como Marius y se unió al elenco recurrente de la serie de la ABC Family Chasing Life, donde interpreta a Jackson. El 9 de octubre de 2014, se dio a conocer que Mientus fue elegido para interpretar a Hartley Rathaway/Pied Piper en The Flash.
Ganó un New York Musical Theatre Festival Award por su papel en Crazy, Just Like Me.

## Filmografía
| Cine       | Cine               | Cine                        | Cine                 |
| Año        | Película           | Rol                         | Notas                |
| ---------- | ------------------ | --------------------------- | -------------------- |
| 2011       | Central Park Joker | Él mismo                    | Cortometraje         |
| 2013       | Running on Empty   | Bag Boy                     | Cortometraje         |
| Televisión |                    |                             |                      |
| Año        | Título             | Rol                         | Notas                |
| 2013       | It Could Be Worse  | Andy                        | 1 episodio           |
| 2013       | Smash              | Kyle Bishop                 | Elenco principal     |
| 2013       | Anger Management   | Andy                        | 2 episodios          |
| 2014       | Chasing Life       | Jackson                     | 4 episodios          |
| 2015       | The Flash          | Hartley Rathaway/Pied Piper | Personaje recurrente |